# ダウ・ジョーンズ
ダウ・ジョーンズ（Dow Jones & Company, Inc.）は、アメリカの経済新聞「ウォールストリート・ジャーナル」の発行元であるアメリカの経済関連の出版社、通信社である。

## 沿革

### 設立

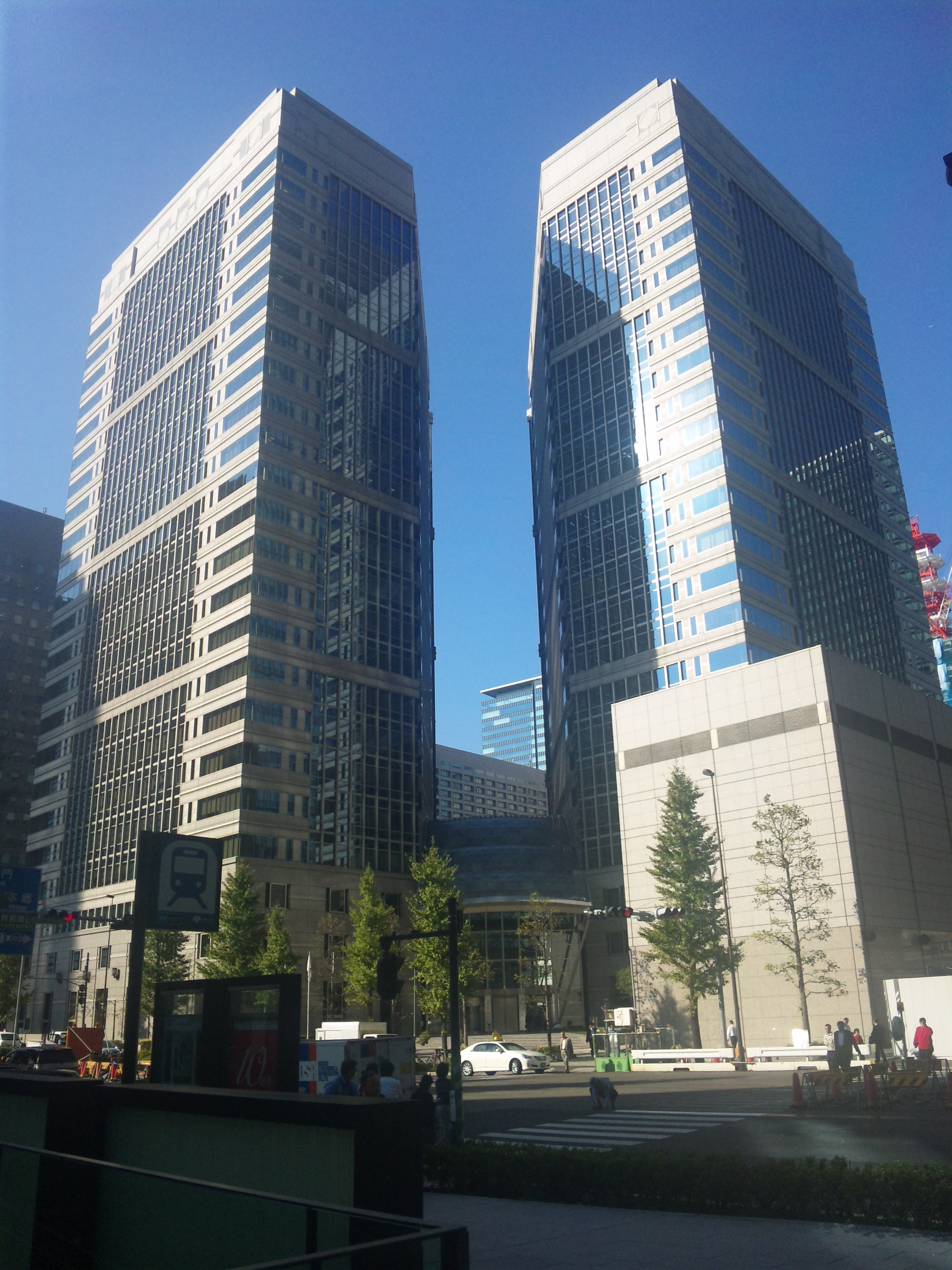
ダウ・ジョーンズ・ジャパン本社（大手町ファーストスクエア）

1882年にチャールズ・ダウ、エドワード・ジョーンズ、チャールズ・バーグストレッサーの3人が出資してニューヨーク証券取引所の近接地に設立したのが始まりで、当初は手書きの経済ニュースレターをウォール街の経済関係者に配布することに始まった。
1884年、ダウ・ジョーンズ輸送株平均を創設。翌年、日本郵船が設立されている。
1889年7月に「ウォールストリート・ジャーナル」が創刊される。
1967年にはアメリカ大手の通信社AP通信と提携していた。
更に1896年には「ダウ平均」といわれる「ダウ・ジョーンズ工業平均株価」という制度を設け、ニューヨーク株式の指針として幅広く活用されるようになる。
1999年からSustainable Asset Management（スイス）と共同で提供する株式指標DJSI (Dow Jones Sustainability Index)は、SRI（社会的責任投資）の世界的な指標となっており、日本からはNTTドコモ、伊藤忠商事等が選定されている（毎年入替あり）。

### 現在
2007年にニューズ・コープにより買収され、現在はニューズ・コーポレーションの子会社である「Ruby Newco LLC」の完全子会社である。
2010年にニューズ・コーポレーションは、ダウ・ジョーンズのインデックス算出事業の株式の9割を、シカゴ・マーカンタイル取引所グループに売却、2012年7月以降、ダウ・ジョーンズのインデックス算出事業は、S&P ダウ・ジョーンズ・インデックスに移行した。

## 提供情報/発行新聞
- ウォールストリート・ジャーナル
- バロンズ
- ダウ・ジョーンズ・ニュースワイアー
- DJXリスク&コンプライアンス
- DJXベンチャーソース